# 高島信茂

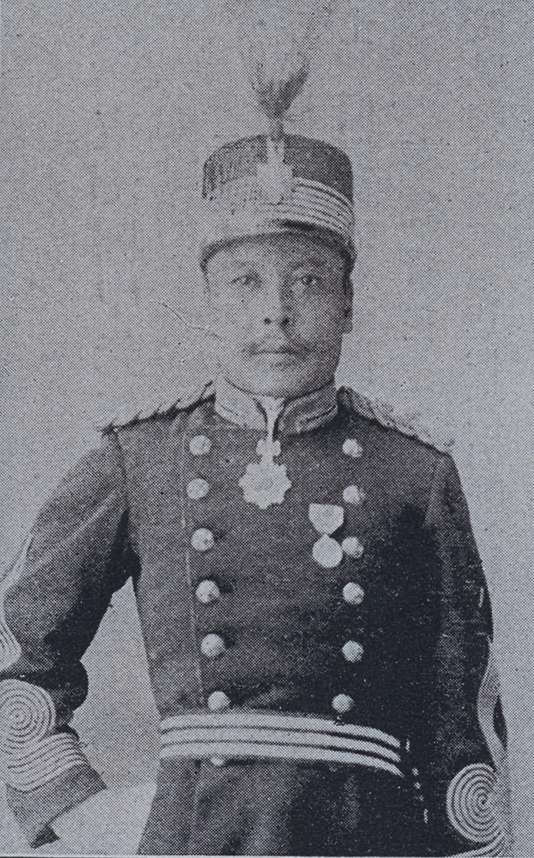
高島信茂

高島 信茂（たかしま のぶしげ、天保14年1月（1843年） - 明治32年（1899年）7月11日）は、日本の陸軍軍人、政治家。軍人として仙台鎮台参謀長や陸軍士官学校次長を務め、階級は陸軍歩兵大佐に至る。軍を退いてからは貴族院議員となる。

## 経歴
薩摩藩士であった高島は陸軍に入り、陸軍少佐の1877年（明治10年）頃、軍人の親睦組織が分立していた事から白江景由と共にそれらを合同した組織の創設を図り、1878年（明治11年）3月「大阪博交社」として始まる。この博交社は1882年（明治15年）に「大阪偕行社」と名を変える。また、西南戦争では別働第四旅団、後に別働第二旅団に所属し軍役についた。
高島は博交社創設後直ぐに陸軍中佐に進級し、1879年（明治12年）2月7日から大阪鎮台参謀長に就任、1880年（明治13年）5月4日から歩兵第9連隊長兼大津営所司令官に移る。1882年（明治15年）2月15日、陸軍大佐に進級、翌年6月22日、陸軍士官学校次長に移る。1886年（明治19年）3月19日、仙台鎮台参謀長に就任し、1889年（明治22年）8月19日を以って予備役編入となる。
1892年（明治25年）7月2日から学習院次長、1897年（明治30年）12月23日には貴族院勅選議員に任じられ、1899年7月11日逝去する。

## 栄典
位階
- 1896年（明治29年）2月20日 - 正四位[2]

勲章等
- 1897年（明治30年）12月17日 - 勲二等瑞宝章[3]